# Atentados de Santo Domingo de Acobamba e Llochegua de 2016
Os ataques em Santo Domingo de Acobamba e Llochegua de 2016 ocorreram às vésperas das eleições gerais peruanas de 2016, quando guerrilheiros do Sendero Luminoso, armados com rifles de longo alcance e granadas, emboscaram um comboio militar peruano de oito veículos em Hatun Asha. A emboscada começou aproximadamente às 5h00 da madrugada, quando guerrilheiros atacaram uma patrulha militar peruana ao longo de uma estrada rural no distrito de Santo Domingo de Acobamba, localizado no distrito de Huancayo. Os veículos transportavam cédulas eleitorais e materiais relacionados, e seu transporte era feito por soldados do 311º Batalhão das Forças Armadas Peruanas, que tinham a tarefa de proteger os locais de votação na região central de Junín, enquanto a patrulha também serviria em Lima. A emboscada deixou um total de nove soldados do governo e dois contratados civis mortos, além de outros cinco que escaparam feridos. Duas horas após o ataque, um segundo ataque ocorreu em Mayapo, no distrito de Llochegua, em Ayacucho, onde um policial ficou ferido e foi levado para um hospital em Pichari.
O governo respondeu enviando helicópteros militares para atender o incidente e caçar os responsáveis, ao mesmo tempo em que garantiu que as eleições ocorreriam como planejado e que nada seria alterado. O ataque foi condenado por diversas figuras, incluindo o então presidente Ollanta Humala, e figuras proeminentes da política peruana como os ex-presidentes Pedro Pablo Kuczynski, Alan Garcia, Alejandro Toledo, e a congressista Verónika Mendoza. Foi também condenado pelo Gabinete do Defensor Público e pela Organização dos Estados Americanos.
A emboscada marcou o ataque mais mortal do Sendero Luminoso em anos, representando um ressurgimento do grupo com o objetivo de atrapalhar as eleições gerais peruanas.